# Monte Due Mani
Il monte Due Mani (1 666 m s.l.m.) è una montagna della Lombardia (più precisamente della Valsassina) appartenente alle Prealpi Bergamasche.
Leonardo da Vinci raffigura il monte Due Mani nel Codice Windsor (Foglio 12410) e il Pizzo dei Tre Signori alle sue spalle, che si ritrovano simili nelle forme anche sul foglio del Codice Resta di Leonardo da Vinci.

## Descrizione
Il monte Due Mani è situato in prossimità del lago di Como, da cui è separato dal Gruppo delle Grigne e dalla Valsassina e dalla città di Lecco. Costituisce uno dei primi rilievi elevati sul margine meridionale delle Alpi. Il substrato roccioso è formato da rocce sedimentarie di tipo calcareo-dolomitico; la formazione geologica prevalente è costituita dalla Dolomia Principale. La caratteristica morfologica principale è rappresentata da una lunga cresta spartiacque che separa un versante occidentale, che guarda verso la Valsassina, caratterizzato da pendenza piuttosto regolare, dal versante di Morterone più articolato e caratterizzato da affioramenti rocciosi frequenti. Le rocce affioranti presentano estesi fenomeni di carsificazione, con la formazione di solchi e vaschette di corrosione, mentre non si nota la presenza di doline. L'idrografia è caratterizzata da valli di incisione fluviale, attive solamente durante gli intensi fenomeni meteorici, essendo le acque superficiali praticamente assenti, limitate a poche sorgenti di portata decisamente scarsa, che non danno origine a corsi superficiali.

## Escursioni
Esistono tre itinerari principali per accedere al monte Due Mani. Il più utilizzato è quello che parte dal Culmine di San Pietro, un percorso di 10 km e 600 metri di dislivello. Un'alternativa più lunga è il percorso che parte dalla località di Maggio, frazione di Cremeno, che consiste in 13 km e 800 metri di dislivello oppure il più breve e impegnativo parte da Ballabio che in 6 km e 950 metri permette di raggiungere velocemente la vetta attraverso un sentiero molto ripido.

## Geografia
Confina a ovest con Ballabio, a nord con i paesi di Moggio, Barzio e Pasturo, in Valsassina, a est con la conca di Morterone, valle tributaria della Val Taleggio e a sud con i Piani d'Erna e il Resegone, da cui è separato dalla Val Boazzo.